# Zalissea, Kamin-Kașîrskîi
Zalissea (în ucraineană Залісся) este o comună în raionul Kamin-Kașîrskîi, regiunea Volînia, Ucraina, formată numai din satul de reședință.

## Demografie
Componența lingvistică a satului Zalissea
     Ucraineană (99,47%)
     Alte limbi (0,53%)
Conform recensământului din 2001, majoritatea populației satului Zalissea era vorbitoare de ucraineană (99,47%), existând în minoritate și vorbitori de alte limbi.